# Gornje Laze
Gornje Laze – wieś w Słowenii, w gminie Semič. W 2018 roku liczyła 34 mieszkańców.